# Melody A.M.
Melody A.M. ist das Debütalbum des norwegischen Duos Röyksopp. Es wurde Ende des Jahres 2001 veröffentlicht. Das Album verkaufte sich über 750.000-mal.
Als Gastmusiker wirkten Mitglieder von Those Norwegians, Drum Island und Kings of Convenience mit. Das Video zur Single Remind Me gewann den MTV Europe Music Award 2002 in der Kategorie Best Video; zudem war die Band in den Kategorien Best New Act, Best Nordic Act und Best Dance nominiert. Einige Songs wurden auch für Werbespots verwendet, wie beispielsweise Remind Me für Geico und Eple als Intro-Musik für den Mac-OS-X-v10.3-Setup-Assistenten von Apple.
Dank des Erfolgs des Albums wurde es 2002 in Nordamerika und 2003 in Japan mit Bonustracks neu aufgelegt. Nach dem Erscheinen des Albums folgte eine Tour im Vorprogramm von Moby.
Der Titel Eple wurde als Titelmusik der ARD-Büchersendung druckfrisch verwendet, der Song So easy für das TV-Magazin Puzzle des Bayerischen Rundfunks.

## Tracklist
1. So Easy – 4:09
2. Eple – 3:36
3. Sparks – 5:25
4. In Space – 3:30
5. Poor Leno – 3:57
6. A Higher Place – 4:31
7. Röyksopp's Night Out – 7:30
8. Remind Me – 3:39
9. She's So – 5:23
10. 40 Years Back/Come – 4:45

## Singles
Folgende Singles wurden ausgekoppelt:
- Eple (2001)
- Poor Leno (2001, #59 UK-Singlecharts)
- Remind Me/So Easy (2002, #21 UK-Singlecharts)
- Poor Leno (Wiederveröffentlichung 2002, #38 UK-Singlecharts)
- Eple (Wiederveröffentlichung 2003, #16 UK-Singlecharts)
- Sparks (2003, #41 UK-Singlecharts)